# John Gilmour
Sir John Gilmour, II baronetto (Montrave, 27 maggio 1876 – Londra, 30 marzo 1940) è stato un politico e ufficiale scozzese.

## Biografia
Era il figlio di Sir John Gilmour, presidente del partito conservatore e unionista scozzese, che è stato creato un baronetto nel 1897. Sua madre era Henrietta, figlia di David Gilmour. Studiò presso il Trinity College, Glenalmond, l'Università di Edimburgo e il Trinity Hall.

## Carriera

### Servizio militare
Ha servito in Sudafrica (1900-1901) con il 20 (Fife e Forfar) Compagnia di Imperial Yeomanry. Servì nella prima guerra mondiale. Raggiunse il rango di tenente colonnello.

### Carriera politica
È stato eletto come deputato per il collegio di East Renfrewshire (1910-1918) e per Glasgow Pollok (1918-1940). È stato un Junior Lord del Tesoro (1921-1922) e Unionist Whip (1919-1922 e 1924).
È stato il primo Segretario di Stato per la Scozia. Più tardi nella sua carriera ha prestato servizio come Ministro della Marina durante i primi mesi della seconda guerra mondiale.
È stato Rettore dell'Università di Edimburgo (1926-1929). Fu nominato vice-tenente per la contea di Fife, il 27 marzo 1936.

## Matrimoni

### Primo Matrimonio
Sposò, il 9 aprile 1902, Mary Louise Lambert (?-2 gennaio 1919), figlia di Edward Lambert. Ebbero due figli:
- Anne Margaret Gilmour (29 ottobre 1909-?), sposò John Reginald Bryans, ebbero un figlio;
- John Gilmour (24 ottobre 1912-1º giugno 2007).

### Secondo Matrimonio
Sposò, il 17 aprile 1920, Violet Agnes Lambert, figlia di Edward Lambert. Ebbero una figlia:
- Daphne Mary Gilmour (23 gennaio 1922-settembre 2003), sposò Everett Baudoux, ebbero tre figli.

### Terzo Matrimonio
Nel 1930 sposò Lady Mary Cecilia Hamilton (21 gennaio 1896-5 settembre 1984), figlia del III duca di Abercorn. Ebbero un figlio:
- Alexander Clement Gilmour (23 agosto 1931), sposò Barbara Marie-Louise Constance Berry, ebbero tre figli.

## Morte
Morì il 30 marzo 1940, all'età di 63 anni.